# Vouni
Vouni (en griego: Βουνί, en turco: Vuni) es un pequeño pueblo en el Distrito de Limasol, Chipre, situada a 7 km al norte de Agios Therapon. El nombre de la población se deriva de su ubicación, Vouni significa "bajo la montaña" en griego. Es un pueblo pintoresco con callejones con encanto, casas tradicionales con puertas de madera, grandes ventanales, balcones estrechos y patios interiores; atrae a propios y extraños con su rico patrimonio arquitectónico, pues lo ven como un museo al aire libre de la vida y la cultura.

## Geografía
Vouni se encuentra ubicado en la región de Krasochoria en el Distrito de Limasol, a una altitud de 800 metros sobre el nivel del mar. El pueblo se extiende en una pendiente con una gradiente sur. El paisaje del pueblo es impresionante, con sus altos picos que alcanzan una altura de 1.153 metros en Moutti tou Afami, al norte del pueblo y los lechos de los ríos Chapotami en el oeste y Kryos en el este.

## Historia
La primera mención de Vouni se remonta a la Edad Media en la que aparece en los mapas de Venecia bajo el nombre de "Voni", aunque su ubicación se da de forma incorrecta al situarlo al norte de Kivides.
Según la tradición local había cuatro asentamientos en la zona de la actual población que fueron construidos en las montañas bajas; tres de los cuales eran conocidos como Pera Vounin (Πέρα Βουνίν), Velonaka (Βελόνακα) y Ais Mamas (Άης Μάμας), que fueron devastados como consecuencia de la peste que azotó Chipre en 1692. El cuarto asentamiento, Vouni, fue rescatado y protegido por San Juan Prodromos, a quien está dedicada la iglesia principal del pueblo. Los residentes de los tres asentamientos que resistieron la plaga se trasladaron a Vouni.

## Población
| Año  | Población |
| ---- | --------- |
| 1881 | 706       |
| 1901 | 834       |
| 1921 | 1089      |
| 1946 | 1247      |
| 1960 | 990       |
| 1976 | 617       |
| 1982 | 373       |
| 2001 | 137       |

## Economía
Vouni ha sido un pueblo de viñedos desde tiempos antiguos. Hasta la década de los 90, el pueblo ocupaba el tercer puesto en la lista después de Pachna y Omodos en relación con la extensión de tierra cultivada con viñedos. En realidad, el 40% de la extensión total de tierra de la aldea estaba cubierta de vides. Hoy en día, la viticultura se ha reducido significativamente debido a la despoblación rural.
El pueblo también poseía el tercer lugar en el conjunto de Chipre en relación con la extensión de tierras cultivables, ya que los actuales pueblos de Souni-Zanatzia, Sotera y Sterakovou eran propiedad principalmente de residentes de Vouni, que habían desarrollado una inmensa actividad agrícola en estas comunidades cultivando cereales, algarrobos y olivos.